# Vanguard Motors Corporation
Vanguard Motors Corporation war ein US-amerikanischer Automobilhersteller. Einziges Modell war der 1965 vermarktete Sportwagen Vetta Ventura.

## Unternehmensgeschichte
Die Vanguard Motors Corporation aus Dallas, Texas, war ein Tochterunternehmen von Vanguard Products, (nach anderer Quelle: Vanguard Industries) das Autozubehör herstellte. Bekannt wurde Vanguard Products vor allem für Klimaanlagen, die nachträglich in Autos eingebaut werden konnten. Inhaber war der Texaner Fred Ricketts, der als „Autonarr“ (car nut) beschrieben wird. Ricketts hatte zu Beginn der 1960er-Jahre versucht, sich mit dem Warrior als Automobilhersteller zu etablieren, war aber an den Anforderungen, die die Aufnahme der Serienproduktion mit sich brachte, gescheitert.
Eine neue Möglichkeit ergab sich Ende 1964 mit dem von Intermeccanica in Italien hergestellten Apollo GT. Der Apollo GT ist ein zweitüriger Sportwagen mit Buick-Motor, den Intermeccanica seit 1963 im Auftrag des von Milt Brown geführten kalifornischen Unternehmens International Motor Cars (IMC) für den amerikanischen Markt in Kleinserie baute. Nachdem IMC etwa 40 Fahrzeuge vor allem in Kalifornien abgesetzt hatte, war das Unternehmen in wirtschaftliche Schwierigkeiten geraten und im Spätsommer 1964 schließlich zahlungsunfähig geworden. Um die Produktion in Italien am Laufen zu halten und Intermeccanica vor der Insolvenz zu bewahren, suchte der IMC-Verkaufsleiter nach einem Investor, der bereit war, weitere Apollos abzunehmen und zu vertreiben. Fred Ricketts, der darin einen leichten Zugang zum Automarkt sah, übernahm daraufhin das Projekt und übertrug es auf die neu gegründete Vanguard Motors Corporation. Er kaufte die Autos, die sich bereits in den USA befanden und ursprünglich für IMC bestimmt gewesen waren – nach einer Quelle sechs, nach einer anderen 19 – und bestellte weitere Autos bei Intermeccania. Aus rechtlichen Gründen durften die Vanguard-Modelle nicht als Apollo bezeichnet werden. Sie erhielten stattdessen die Modellbezeichnung Vetta Ventura (italienisch für: kommender Höhepunkt). Abgesehen davon entsprachen sie optisch und technisch vollständig den Apollo-GT-Modellen, die bis dahin von IMC verkauft worden waren. 
Bereits nach wenigen Monaten gab Ricketts den Betrieb wieder auf, weil es ihm nicht gelungen war, mit dem Verkauf des Autos Profit zu erzielen („I just can’t make money“).
Zeitgleich mit den Aktivitäten von Vanguard Motors versuchte der kalifornische Rechtsanwalt Robert Stevens, den Namen Apollo wiederzubeleben. Möglicherweise war das auf eine Initiative Milt Browns zurückzuführen. Stevens gründete die in Pasadena ansässige Apollo International Corporation, die Intermeccanica mit der Lieferung von acht Autos beauftragte. Einige Einzelheiten zu Apollo International sind ungeklärt.

## Fahrzeuge

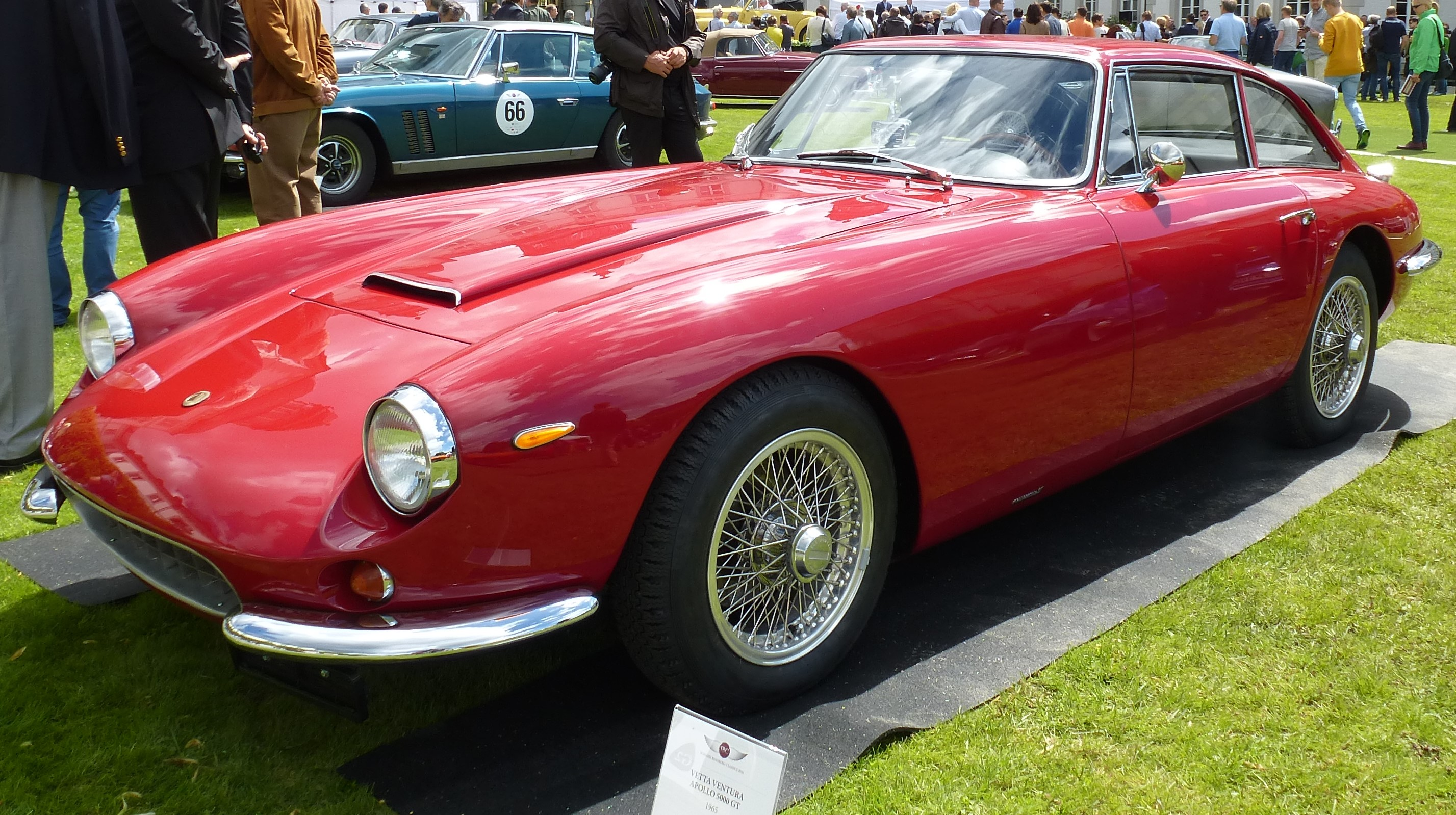
Vetta Ventura

Vanguard Motors verkaufte nur ein Auto: den Vetta Ventura. Wie schon der von IMC angebotene Apollo, war der Vetta Ventura als zweisitziges Fließheckcoupé erhältlich. In dieser Form war er mit dem bisherigen Apollo GT vollständig identisch. Als weitere Karosserieversion gab es ein zweisitziges Vetta Ventura Cabriolet, das vom GT abgeleitet war. Diese Variante war bei IMC nicht erhältlich gewesen. Zwar hatte Intermeccanica im Sommer 1964 einen Prototyp konstruiert; IMC war aber, bevor er ins Programm aufgenommen werden konnte, zahlungsunfähig geworden. 
Der Produktionsumfang ist unklar. Einer Markenmonografie aus dem Jahr 2010 zufolge produzierte Intermeccanica insgesamt 42 Autos für Vanguard Motors, darunter 11 Cabriolets. Andere Quellen gehen dagegen von lediglich 19 Autos aus, die Vanguard von Intermeccanica bzw. IMC übernommen habe. Insgesamt habe Vetta Ventura nur 11 Autos absetzen können; 12 weitere habe ein Mitarbeiter übernommen und bis in die frühen 1970er-Jahre hinein schrittweise komplettiert und verkauft. Einer anderen Quelle zufolge wurden zumindest einige der nicht abgesetzten Autos heimlich verschrottet.